# Stephan Lenz

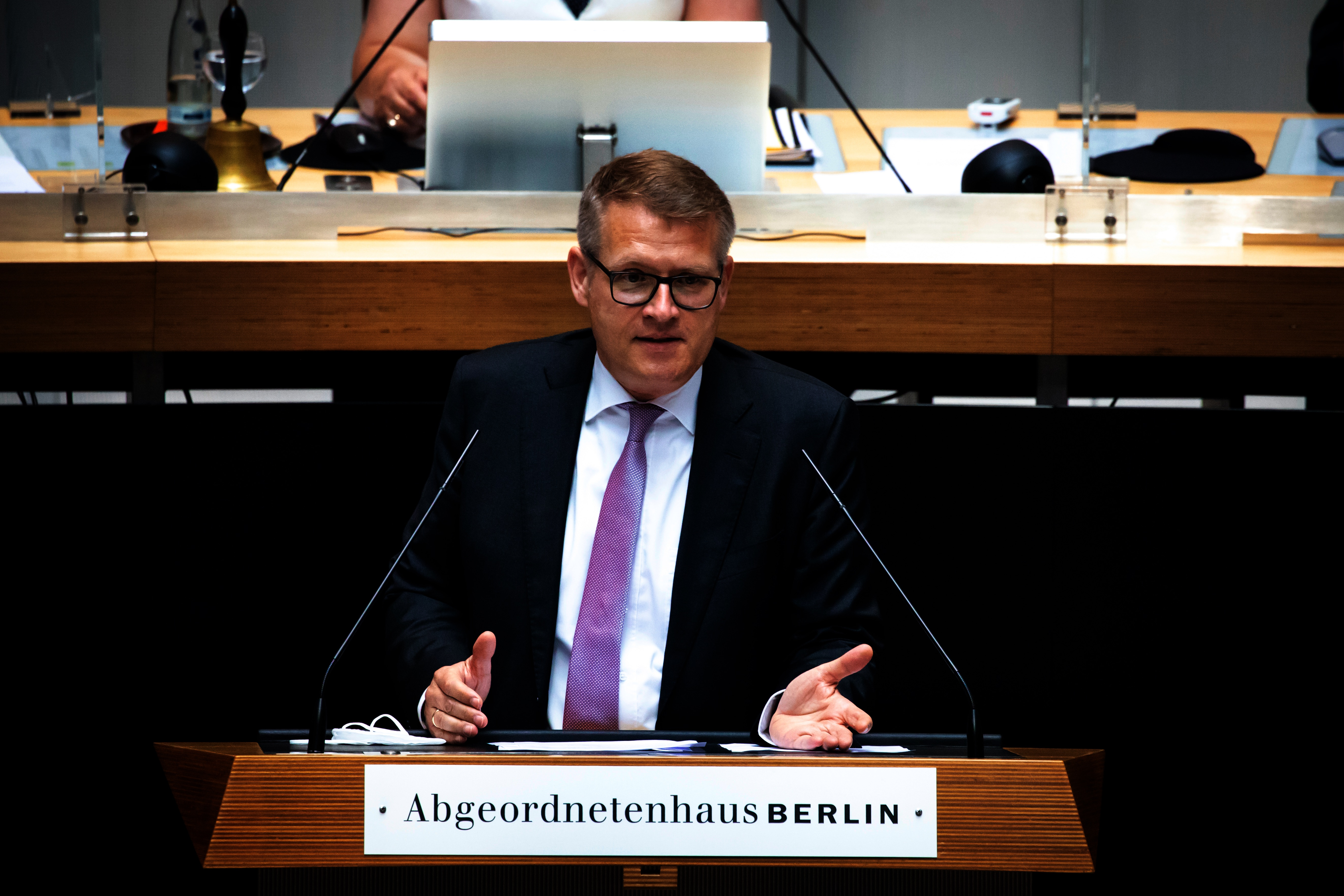
Stephan Lenz im Plenarsaal des Abgeordnetenhauses von Berlin

Stephan Lenz (* 5. September 1968 in Cochem, Mosel) ist ein deutscher Politiker (CDU). Seit 2023 ist er erneut Abgeordneter im Abgeordnetenhaus von Berlin, dem er bereits von 2011 bis 2021 angehörte.

## Leben
Lenz studierte Rechtswissenschaften in Mainz und in Dijon und ist als Rechtsanwalt tätig. Von 1999 bis 2009 war er wissenschaftlicher Mitarbeiter für die Fraktion der CDU im Berliner Abgeordnetenhaus.
Lenz ist verheiratet und hat zwei Kinder. Er ist Mitglied der katholischen Studentenverbindung K.St.V. Ketteler zu Mainz. Zudem ist er Hauptmann der Reserve in der Feldjägertruppe.

## Politik
Neben seiner beruflichen Tätigkeit engagierte sich Lenz politisch und trat 2001 der Partei CDU bei. Bei den Wahlen zum Abgeordnetenhaus von Berlin 2011 und 2016 errang Lenz ein Mandat im Abgeordnetenhaus von Berlin. 2021 schied er aus dem Parlament aus. Bei der Wiederholungswahl 2023 konnte er seinen Sitz im Abgeordnetenhaus wiedererlangen. Lenz war als Abgeordneter Sprecher der CDU-Fraktion des Abgeordnetenhauses für Verfassungsschutz sowie für Verwaltungsmodernisierung und die Umsetzung des E-Government-Gesetzes. Zudem war er Mitglied des Präsidiums des Abgeordnetenhauses. Bis heute ist er Mitglied der G 10-Kommission.
Lenz war in der 18. Wahlperiode des Abgeordnetenhauses von 2018 bis 2021 Vorsitzender des 1. Untersuchungsausschusses „Terroranschlag am Breitscheidplatz“. Der Ausschuss hatte den Auftrag, die Hintergründe des Anschlags vom 19. Dezember 2016 auf den Berliner Weihnachtsmarkt an der Gedächtniskirche aufzuklären, Verantwortlichkeiten herauszuarbeiten und Verbesserungsvorschläge zu entwickeln. Der Abschlussbericht mit über 1200 Seiten wurde im Sommer 2021 vorgelegt.